# Shanghai Rolex Masters 2010
Shanghai Rolex Masters 2010 — тенісний турнір, що проходив на кортах з твердим покриттям у місті Шанхай, КНР з 11 жовтня . Належав до категорії ATP World Tour Masters 1000.

## Фінальна частина

### Одиночний розряд
Енді Маррей —  Роджер Федерер 6–3, 6–2

### Парний розряд
Юрген Мельцер /  Леандер Паес —  Маріуш Фирстенберг /  Марцин Матковський 7–5, 4–6, [10–5]